# Symphyotrichum turbinellum
Symphyotrichum turbinellum là một loài thực vật có hoa trong họ Cúc. Loài này được (Lindl.) G.L.Nesom miêu tả khoa học đầu tiên.